# 荃灣潮州公學
荃灣潮州公學（英語：Tsuen Wan Chiu Chow Public School）是一所位於香港荃灣的小學，兼收男女學生，於1965年成立。荃灣潮州公學為荃灣區潮籍社團──「荃灣潮州福利會」所創辦之政府資助小學。學校之由來源於荃灣潮州福利會在1964年第四屆會議通過決議，得周坤成、邱子文、蕭耀光、李耀庭及孫曹伯等潮州人士捐款籌建一所公學。校名由前行政立法兩局首席議員、中華巴士創辦人顏成坤題字。該校在2012年曾面對收生不足問題。現時與浙江省杭州市丁荷小學結為姊妹學校
。

## 校政管理

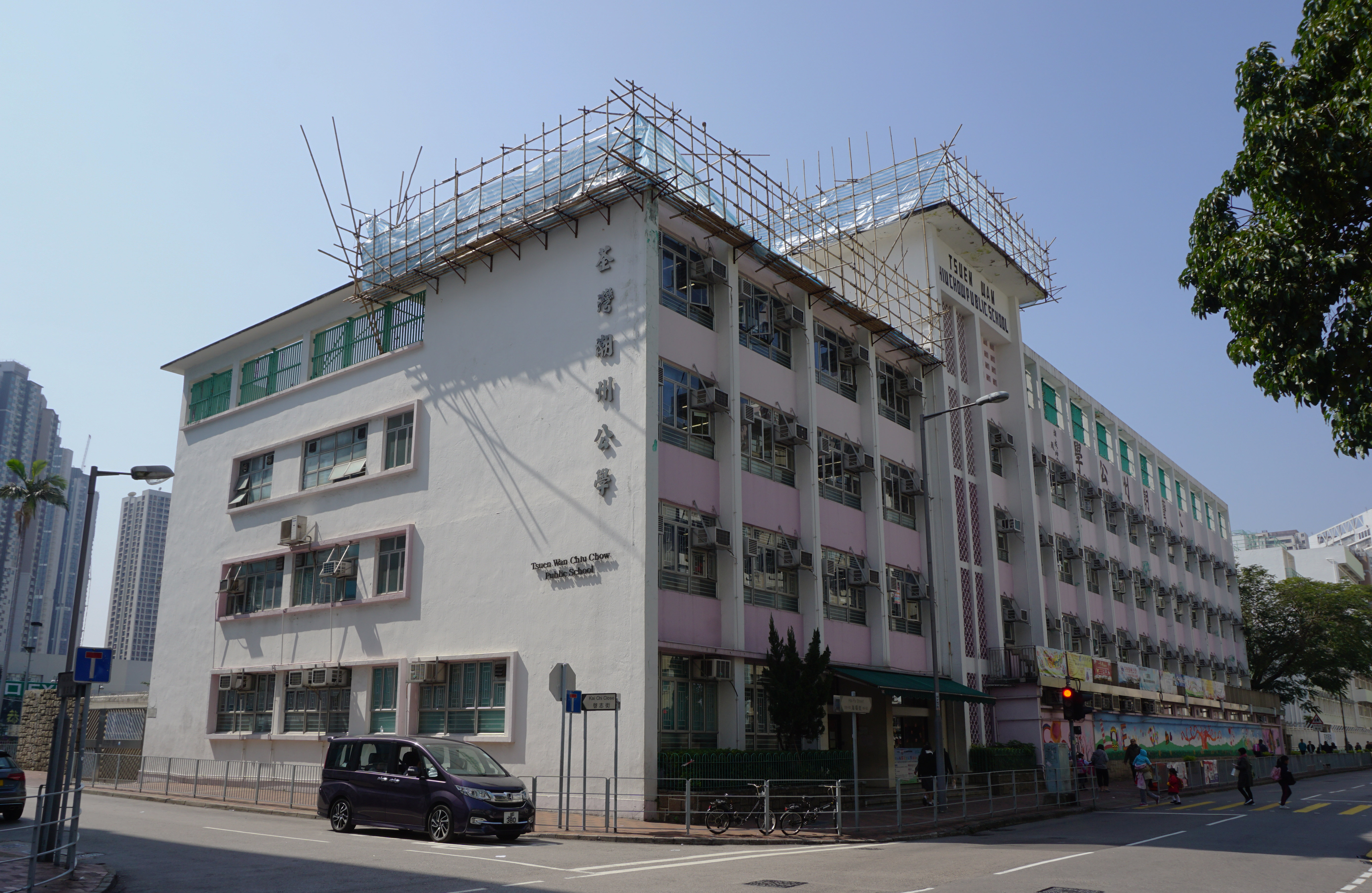
荃灣潮州公學校舍東面

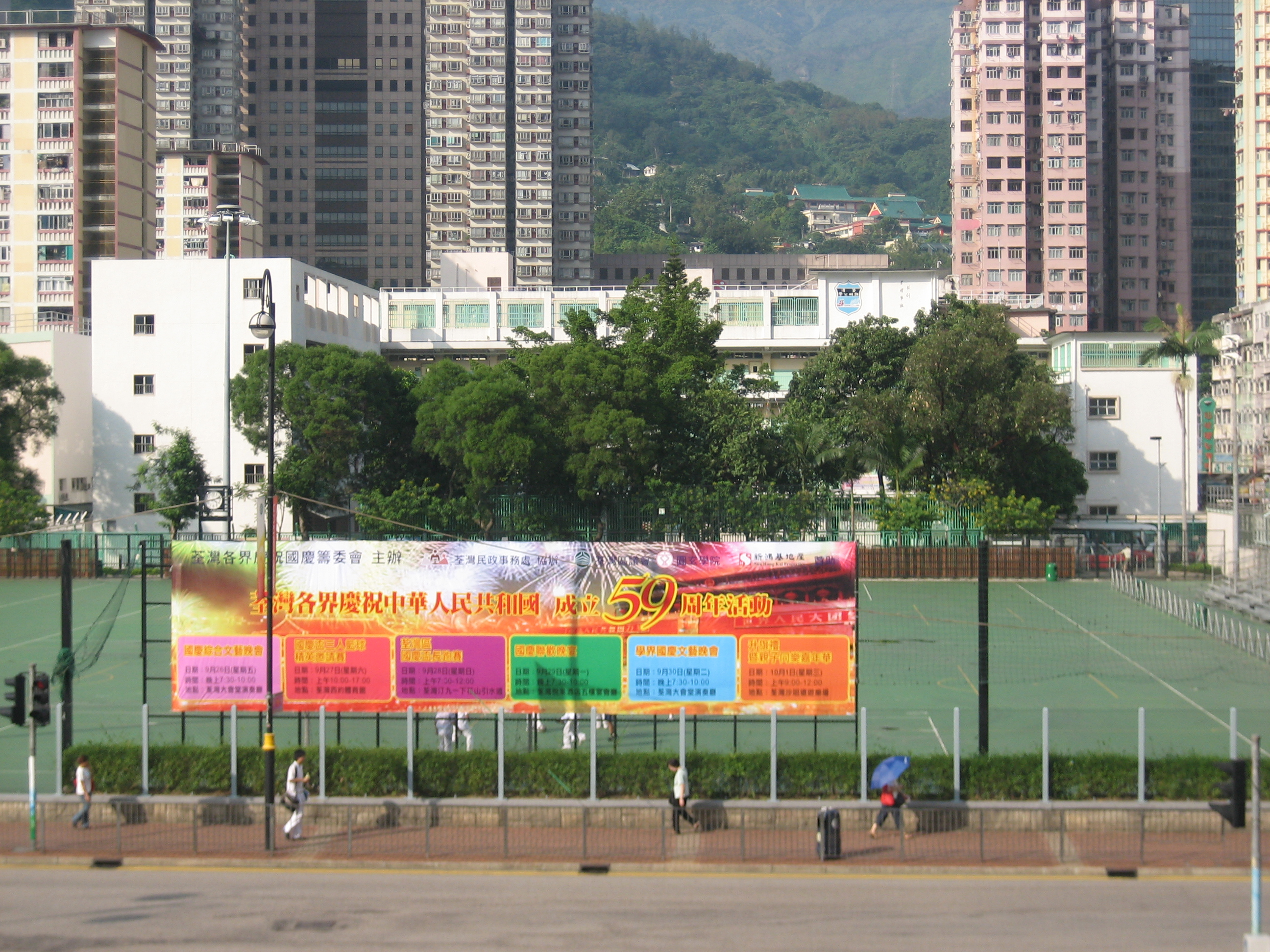
荃灣潮州公學校舍西面

### 歷任校監
- 蔡一帆 先生[5]
- 蔡文治 先生[6]

### 歷任校長
- 1965年至？[何时？]：孫筱默 先生[7]
- 陳威震 先生（下午校）[8]
- 劉啟昌 先生（1980年代時為下午校校長[8]，後調至上午校[9]）[5]
- 李達權 先生（下午校）[10]
- 2001年至2018年：林傑虎 先生[11]（上午校、全日制）
- 2018年至今：許金珠 女士[12]

### 歷任副校長
- ？[何时？]至2001年：林傑虎 先生
- ？[何时？]至2007年：方嘉平 先生[13]
- 2007年至2012年：馬安琪 女士[14]
- 2012年至2018年：許金珠 女士[15]
- 2018年至今：張美陽 女士[16]

## 著名/傑出校友
- 吳若希：香港著名女藝人[17][18]
- 林婉濱：荃灣區議會荃威選區議員
- 鄭文：香港電視主持人、藝人（1991年下午校）
- 余琦琪：香港新聞主播[19]

## 外部連結
- 荃灣潮州公學校網 （页面存档备份，存于）
- 荃灣潮州公學校友會